# Langage CLP
Pour les articles homonymes, voir CLP.
Le Langage CLP (Control Language Procedure) est un langage de programmation du système d'exploitation OS/400.
Apparu sous ce nom sur les systèmes 38 (ancêtres de l'AS/400), il intègre les fonctions d'un langage OS traditionnel.
Il s'appuie sur les commandes de l'OS400 et il a pour particularité d'être compilé.

## Description
La grammaire du langage est basée sur les commandes CL de l'OS400

## Les commandes
La plupart des commandes sont une combinaison d'un verbe (représentant une action) suivi d'un nom ou une phrase qui identifie le destinataire de l'action (l'objet concerné par l'action). Les différents "mots" de la combinaison sont en général sur trois lettres pour faciliter la mémorisation des commandes. Exemple : WRKJOB ⇒ Work + Job ⇒ Gérer un travail (ou tâche), celui en cours par défaut.
On peut utiliser une aide à la saisie (ou invite) ; on l'obtient en pressant la touche de fonction F4 qui propose tous les paramètres disponibles et leurs valeurs possibles pour chaque commande. Cette aide à la saisie est elle-même accompagnée d'un texte d'explication pour chaque paramètre, accessible par la touche F1.
Le langage possède toutes les fonctionnalités d'un langage de gestion d'OS :
- traitement de fichier ;
- gestion des erreurs ;
- manipulation de chaines de caractères ;
- gestion des Sauvegardes ;
- gestion des travaux ;
- commande RTV* pour extraire des infos existantes sur le système.

## La création de procédures
L'éditeur natif est SEU (Source Editor Utility), on peut  désormais comme en RPGLE  éditer ses sources depuis RDI c'est un Eclipse, fournie par IBM avec des plugins spécifiques pour  l'IBM i .
Le langage peut sauf interdiction exclusive être décompilé simplement ce qui facilite la lecture des chaines d'exploitation.
- Le Langage est ILE, on peut donc créer des modules et les lier avec des modules d'autres langages pour utiliser les procédures contenues dans ceux ci .

## Futur
Les évolutions sont liées aux versions de l'OS/400, et les vrais changements arrivent à partir des versions 5.x   
- 5.3 : Plusieurs fichiers, programmation structurée ...
- 5.4 : Bandes virtuelles ...
- 6.1 : Possibilité de mettre des points de synchronisation globaux, possibilité de relire des fichiers ...
- 7.1 : Possibilité d'include a plusieurs niveaux, Nouvelles fonctions intégrées %TRIM etc ....
- 7.3 : Commandes pour zipper, amélioration de la gestion des Emails